# Zakaria Bakkali
Zakaria Bakkali (Luik, 26 januari 1996) is een Belgisch-Marokkaans voetballer die doorgaans als aanvaller speelt. Sinds januari 2025 staat hij onder contract bij Ittihad Tanger in Marokko. De aanvaller speelde eerder onder meer bij PSV, Valencia en RSC Anderlecht. Bakkali speelde tussen 2013 en 2015 twee interlands voor het Belgisch voetbalelftal.

## Clubcarrière

### Jeugd
Zakaria Bakkali werd geboren in Luik en groeide op in de buurt van Droixhe, een buurt waar ook voetballers als Christian Benteke, Nacer Chadli, Axel Witsel en Mehdi Carcela-Gonzalez hun oorsprong kennen. Op jonge leeftijd sloot Bakkali zich aan bij Club Luik. Na een jaar stapte hij over naar de jeugdopleiding van stadsgenoot Standard Luik. In 2008 verhuisde de talentvolle aanvaller naar PSV. De scouts van PSV probeerden hem zo snel mogelijk een stage aan te bieden en boden de vader van Bakkali een appartement in Eindhoven aan om zo de reistijd te compenseren. In 2011 werd hij op een toernooi in Manchester uitgeroepen tot beste jeugdspeler ter wereld. Dit wekte de interesse van Manchester City, maar in mei 2012 tekende hij een driejarig contract bij PSV. Bakkali was al naar Manchester vertrokken om een contract te tekenen, maar zijn vader weerhield hem ervan en overtuigde hem te blijven bij PSV.

### PSV
Op 2 maart 2013 zat Bakkali voor het eerst op de bank bij het eerste elftal van PSV, in de wedstrijd tegen VVV-Venlo. Daar zou het in het seizoen 2012/13 bij blijven. De rest van het seizoen werkte hij af bij Jong PSV.
Op 30 juli 2013 debuteerde hij in de voorrondes van de Champions League tegen SV Zulte Waregem. Hij kreeg een basisplaats en hielp PSV aan een 2-0-overwinning. In de terugwedstrijd op 7 augustus maakte hij het tweede doelpunt, zijn eerste in dienst van PSV. Op 10 augustus 2013 scoorde hij op de tweede speelronde van de Eredivisie een hattrick in het thuisduel tegen NEC. Bakkali werd zo de jongste speler die een hattrick wist te scoren in de Nederlandse competitie. Het waren ook niet zomaar intikkertjes, maar stuk voor stuk fantastische doelpunten. Hij ging hiermee Ruud Geels voorbij, die in 1966 als speler van Telstar drie doelpunten maakte tegen MVV. Geels was ten tijde van zijn hattrick zeventien jaar en 235 dagen oud, terwijl Bakkali op 10 augustus 39 dagen jonger was. Door een blessure ontbrak hij in september bij enkele wedstrijden, maar op 14 september keerde hij weer terug op het veld. Coach Phillip Cocu vond hem niet fit genoeg om te starten in de basis tegen FC Twente, maar in de 67e minuut werd hij alsnog het veld ingestuurd om Ji-Sung Park te vervangen, een minuut nadat Georginio Wijnaldum de gelijkmaker scoorde. Voor de rest van het seizoen scoorde Bakkali niet meer. Hij werd enkel nog gebruikt als supersub en speelde in totaal mee in 16 Eredivisie en 4 Europa Leaguewedstrijden. Verder mocht hij ook nog twee keer opdraven in de KNVB Beker.
In januari 2014 startte Bakkali onderhandelingen over een opgewaardeerd contract, dat zou lopen tot 2017. Ondanks dat de club en speler meermaals tot een akkoord leken te komen, liepen de onderhandelingen keer op keer stuk. De club verweet de speler, dat hij zich niet aan zijn woord hield en constant van voorwaarden veranderde. Bakkali liet zich in deze periode bijstaan door verschillende familieleden en zaakwaarnemers. In de zomer van 2014 kwam PSV tot een akkoord met de Spaanse kampioen Atlético Madrid, maar ook met deze club bereikte Bakkali geen akkoord. Nadat hij een contractvoorstel van PSV dat voor hem bedongen was door spelersbegeleider Kees Ploegsma jr., ondanks eerdere toezeggingen weer naast zich neer legde, trok PSV in september 2014 het voorstel in en liet de club bij monde van Marcel Brands weten dat Bakkali niet meer zou uitkomen voor de club of Jong PSV. Ook zijn zaakwaarnemer Ploegsma verbrak na dit incident de samenwerking. Tot overmaat van ramp raakte Bakkali hierna geblesseerd aan zijn heup, waardoor hij maandenlang moest revalideren. Zijn naam werd ondertussen wel in verband gebracht met diverse clubs, waaronder wederom Atlético Madrid, Stoke City FC en Lille OSC. In januari 2015 deed PSV Bakkali een gebruikelijk, verlaagd, contractvoorstel, om zo de internationale opleidingskosten van ruim € 300.000,- gecompenseerd te krijgen bij een overgang naar een andere club.

### Valencia
Bakkali tekende in juli 2015 een contract tot medio 2020 bij Valencia, dat hem transfervrij inlijfde nadat zijn contract bij PSV afliep. Hier kwam hij in een sterke kern terecht met spelers als Paco Alcácer, André Gomes, João Cancelo en Rodrigo. Hij speelde op vrijdag 25 juli 2015 met Valencia een oefenwedstrijd tegen zijn oude club. Hierin viel hij zelf in de 74ste minuut in. Bakkali maakte op 22 augustus 2015 zijn officiële debuut voor Valencia, uit bij CA Osasuna. Hierin viel hij na 61 minuten in voor Pablo Piatti. Hij maakte op 31 oktober zijn eerste doelpunt voor Valencia, als invaller tegen stadgenoot Levante UD. In zijn eerste seizoen speelde hij zestien wedstrijden in de Primera División, waarvan twaalf als invaller. De vier keer dat hij in de basis stond, werd hij gewisseld. Sinds februari 2016 kwam hij er niet meer in actie, mede door een blessure aan het schaambeen. In zijn tweede seizoen hoopte Ballali door te breken. Hij speelde met 274 spelminuten verdeeld over 21 wedstrijden, slechts een bijrol. In totaal scoorde Bakkali drie keer in 40 wedstrijden voor Valencia en gaf hij vijf assists.

#### Verhuur aan Deportivo La Coruña
In het seizoen 2017/18 verhuurde Valencia Bakkali aan Deportivo La Coruña, waarmee hij degradeerde uit de Primera División. Bij Deportivo kwam hij tot 24 duels in de competitie, waarvan tien als basisspeler. Overtuigen doet hij er echter niet. In een heel seizoen weet Bakkali geen enkele keer raak te treffen en hield hij het ook bij slechts één assist in de Copa del Rey. Valencia zag de flankaanvaller dus ook liefst niet meer terugkeren aangezien ze in hem geen potentiële basisspeler meer zagen.

### RSC Anderlecht
Bakkali verkaste in de zomer van 2018 naar RSC Anderlecht, dat ongeveer € 1.200.000,- voor de spits betaalde. Kort ervoor werd hij nog genoemd bij zijn ex-club Standard. Anderlecht wou de carrière van de nog steeds relatief jonge Belg graag herlanceren. Hij debuteerde op 26 augustus 2018 in de Eerste klasse A, in een met 2–1 verloren wedstrijd uit bij Club Brugge. Zijn eerste doelpunt volgde op 7 oktober 2018, het openingsdoelpunt in een met 1–2 gewonnen competitiewedstrijd uit bij Zulte Waregem. Later die maand scoorde hij ook tweemaal in het 2-2-gelijkspel tegen Fenerbahçe SK in de Europa League. In december 2018 viel hij uit de gratie van trainer Hein Vanhaezebrouck vanwege een gebrek aan focus op training.
Door een operatie aan de knie in het seizoen 2019/20 was Bakkali vier maanden buiten strijd, later in het seizoen had Bakkali opnieuw last van de knie en was daardoor opnieuw vier maanden niet inzetbaar. Op 13 september 2020, de vijfde speeldag van het seizoen 2020/21, stond Bakkali tegen Cercle Brugge voor het eerst nog eens in de basis sinds 24 februari 2019. Hij deed 75 minuten mee. Op 4 oktober 2020, in de topwedstrijd tegen Club Brugge, zakte hij volledig door het ijs en werd hij door Vincent Kompany bij de rust in de kleedkamer gelaten. Sinds oktober 2020 behoorde hij geen enkele keer meer tot de kern. Hij verdween bij Anderlecht, mede door blessureleed, snel uit beeld. In december 2020 werd Bakkali naar de B-kern verwezen. Aangezien ex-sportief manager Luc Devroe hem een (te) vorstelijk loon gaf was het geen simpele opdracht hem te verkopen.

#### Verhuur aan Beerschot
In februari 2021 werd Bakkali voor een half jaar verhuurd aan Beerschot met een aankoopoptie. Bij de Ratten moest hij de opvolger worden voor Tarik Tissoudali. Bakkali hoopte op het Kiel zijn carrière weer op het juiste spoor te krijgen. In 2,5 seizoenen bij Anderlecht kon hij nooit de twijfels van zich afspelen. Door een blessure kon hij zich pas in de laatste vier matchen van de competitie tonen. Na drie invalbeurten stond hij op de slotspeeldag tegen Standard pas voor het eerst aan de aftrap. Bakkali kon het bestuur van Beerschot in die vier duels niet overtuigen om zijn dure aankoopoptie te lichten.

#### Terugkeer naar RSC Anderlecht
Bakkali keerde na zijn mislukte uitleenbeurt terug naar Anderlecht. Hij kwam echter niet meer in de plannen voor van Vincent Kompany en werd opnieuw verwezen naar de B-kern. In 3,5 jaar Anderlecht kwam hij slechts tot 28 wedstrijden. In zes seizoenen sinds zijn vertrek bij PSV komt hij, mede vanwege veel blessureleed, tot slechts 96 duels waarin hij zeven goals maakte.

### RKC Waalwijk
Nadat het contract van Bakkali bij RSC Anderlecht niet werd verlengd, tekende de 26-jarige vleugelaanvaller begin augustus 2022 een contract voor twee seizoenen bij het Nederlandse RKC Waalwijk.
De eerste drie wedstrijden van het seizoen zat Bakkali niet in de wedstrijdkern omdat hij nog een trainingsachterstand had. Op 11 september 2022, de zesde speeldag van de Eredivisie, debuteert Bakkali tegen zijn ex-club PSV. Hij mocht het laatste halfuur volmaken bij RKC nadat hij Julen Lobete kwam vervangen. De wedstrijd werd met 0-1 verloren. Een speeldag later scoorde Bakkali (als invaller) tegen Cambuur zijn eerste doelpunt van het seizoen. Cambuur werd met 5-1 naar huis werd gestuurd. Het was 2,5 jaar geleden dat hij wist te scoren. Begin november maakte hij als invaller met twee goals het verschil in de slotfase van het met 3-1 gewonnen duel met AZ. Begin april ging het weer naar af. Bakkali en smaakmaker Iliass Bel Hassani werden door trainer Oosting disciplinair geschorst vanwege ontoelaatbaar gedrag. Begin mei kwam hij tegen Volendam weer aan spelen toe. Hij was goed voor 19 competitiewedstrijden waarin hij drie keer de weg naar het doel vond. Eind juni 2024 liep zijn contract af en hij zat sindsdien zonder club.

### Ittihad Tanger
Sinds januari 2025 komt Bakkali uit voor Ittihad Tanger in Marokko. Hij kreeg er een contract tot medio 2027.

## Clubstatistieken
| Seizoen     | Club                  | Competitie       | Competitie | Competitie | Competitie | Beker | Beker | Beker | Internationaal | Internationaal | Internationaal | Totaal | Totaal | Totaal |
| Seizoen     | Club                  | Competitie       | Wed.       | Dlp.       | Ass.       | Wed.  | Dlp.  | Ass.  | Wed.           | Dlp.           | Ass.           | Wed.   | Dlp.   | Ass.   |
| ----------- | --------------------- | ---------------- | ---------- | ---------- | ---------- | ----- | ----- | ----- | -------------- | -------------- | -------------- | ------ | ------ | ------ |
| 2013/14     | jong PSV              | Eerste Divisie   | 1          | 0          | 0          | —     | —     | —     | —              | —              | —              | 1      | 0      | 0      |
| 2014/15     | jong PSV              | Eerste Divisie   | 5          | 1          | 1          | —     | —     | —     | —              | —              | —              | 5      | 1      | 1      |
| Club Totaal | Club Totaal           | Club Totaal      | 6          | 1          | 1          | 0     | 0     | 0     | 0              | 0              | 0              | 6      | 1      | 1      |
| 2013/14     | PSV                   | Eredivisie       | 16         | 3          | 0          | 2     | 0     | 0     | 6              | 1              | 0              | 24     | 4      | 0      |
| Club Totaal | Club Totaal           | Club Totaal      | 16         | 3          | 0          | 2     | 0     | 0     | 6              | 1              | 0              | 24     | 4      | 0      |
| 2015/16     | Valencia              | Primera División | 16         | 1          | 3          | 3     | 0     | 1     | —              | —              | —              | 19     | 1      | 4      |
| 2016/17     | Valencia              | Primera División | 18         | 1          | 1          | 3     | 1     | 0     | —              | —              | —              | 21     | 2      | 1      |
| Club Totaal | Club Totaal           | Club Totaal      | 34         | 2          | 4          | 6     | 1     | 1     | 0              | 0              | 0              | 40     | 3      | 5      |
| 2017/18     | → Deportivo La Coruña | Primera División | 23         | 0          | 0          | 1     | 0     | 1     | —              | —              | —              | 24     | 0      | 1      |
| Club Totaal | Club Totaal           | Club Totaal      | 23         | 0          | 0          | 1     | 0     | 1     | 0              | 0              | 0              | 24     | 0      | 1      |
| 2018/19     | RSC Anderlecht        | Eerste klasse A  | 18         | 1          | 2          | 0     | 0     | 0     | 4              | 2              | 0              | 22     | 3      | 2      |
| 2019/20     | RSC Anderlecht        | Eerste klasse A  | 4          | 1          | 0          | 0     | 0     | 0     | —              | —              | —              | 4      | 1      | 0      |
| 2020/21     | RSC Anderlecht        | Eerste klasse A  | 2          | 0          | 0          | 0     | 0     | 0     | —              | —              | —              | 2      | 0      | 0      |
| Club Totaal | Club Totaal           | Club Totaal      | 24         | 2          | 2          | 0     | 0     | 0     | 4              | 2              | 0              | 28     | 4      | 2      |
| 2020/21     | → Beerschot           | Eerste klasse A  | 4          | 0          | 0          | 0     | 0     | 0     | —              | —              | —              | 4      | 0      | 0      |
| Club Totaal | Club Totaal           | Club Totaal      | 4          | 0          | 0          | 0     | 0     | 0     | 0              | 0              | 0              | 4      | 0      | 0      |
| 2022/23     | RKC Waalwijk          | Eredivisie       | 18         | 3          | 0          | 1     | 0     | 0     | —              | —              | —              | 19     | 3      | 0      |
| 2023/24     | RKC Waalwijk          | Eredivisie       | 18         | 0          | 0          | 1     | 0     | 0     | —              | —              | —              | 19     | 0      | 0      |
| Club Totaal | Club Totaal           | Club Totaal      | 36         | 3          | 0          | 2     | 0     | 0     | 0              | 0              | 0              | 38     | 3      | 0      |
| 2024/25     | Ittihad Tanger        | Botola Pro Inwi  | 9          | 1          | 1          | 0     | 0     | 0     | —              | —              | —              | 9      | 1      | 1      |
| Club Totaal | Club Totaal           | Club Totaal      | 9          | 1          | 1          | 0     | 0     | 0     | 0              | 0              | 0              | 9      | 1      | 1      |
| Totaal      | Totaal                | Totaal           | 152        | 12         | 8          | 11    | 1     | 2     | 10             | 3              | 0              | 173    | 16     | 10     |

## Interlandcarrière
Bakkali werd in augustus 2013 door bondscoach Marc Wilmots voor het eerst opgeroepen voor het Belgisch voetbalelftal. Hij verrekte op de training, een dag voor de wedstrijd, echter een spier in zijn bovenbeen en moest de training staken. Daardoor miste hij een vriendschappelijke interland van België tegen Frankrijk en was hij niet in staat zijn debuut te maken. Bondscoach Wilmots maakte op 29 augustus zijn selectie bekend voor de wedstrijd in het kwalificatietoernooi voor het Wereldkampioenschap voetbal 2014 tegen Schotland. Ondanks de aanhoudende lichte blessure van Bakkali riep hij hem op, in tegenstelling tot de Marokkaanse bondscoach Rachid Taoussi. Wanneer hij zou spelen tegen Schotland, zou Bakkali definitief gaan uitkomen voor het Belgisch voetbalelftal en Marokko niet gaan vertegenwoordigen. Door het ingaan op de uitnodiging van Wilmots leek Zakaria Bakkali die keuze gemaakt te hebben. Hij haakte echter af wegens een gebrek aan fitheid, waarop de Belgische bondscoach zei Bakkali tot de volgende interland de tijd te geven om een keuze te maken. In oktober spelen ze een interland tegen Kroatië. Volgens assistent-bondscoach Vital Borkelmans moet tegen die tijd de beslissing genomen zijn, ook met oog op het naderende kampioenschap. Voorafgaand aan die kwalificatiewedstrijd maakte bondscoach Wilmots bekend dat Bakkali gekozen had uit te komen voor België, met name omdat hij daar meer perspectief op deelname aan toernooien ziet dan bij het Marokkaanse elftal. Op 7 oktober 2013 maakt Bakkali dan ook officieel bekend op een persconferentie dat hij kiest voor België.
Op 15 oktober 2013 maakte hij zijn officiële debuut in het Belgisch voetbalelftal. Hij mocht toen in de WK-kwalificatiewedstrijd tegen Wales na 77 minuten invallen voor Kevin Mirallas. Het duurde daarna, mede door zijn situatie bij PSV, twee jaar voor hij weer geselecteerd werd. Op 10 oktober 2015 mocht hij een tweede keer invallen, dit maal in de 79e minuut voor Eden Hazard in een interland tegen Andorra. Door de overwinning plaatste België zich voor het EK 2016 in Frankrijk. Bakkali moest dit toernooi echter aan zich voorbij laten gaan, vanwege een operatie aan zijn schaambeen, waar hij al langere tijd mee kwakkelde.

## Interlands
| Interlands van Zakaria Bakkali | Interlands van Zakaria Bakkali | Interlands van Zakaria Bakkali | Interlands van Zakaria Bakkali | Interlands van Zakaria Bakkali | Interlands van Zakaria Bakkali |
| №                              | Datum                          | Wedstrijd                      | Uitslag                        | Soort wedstrijd                | Doelpunten                     |
| Als speler bij PSV             | Als speler bij PSV             | Als speler bij PSV             | Als speler bij PSV             | Als speler bij PSV             | Als speler bij PSV             |
| ------------------------------ | ------------------------------ | ------------------------------ | ------------------------------ | ------------------------------ | ------------------------------ |
| 1.                             | 15 oktober 2013                | België – Wales                 | 1 – 1                          | Kwalificatie WK 2014           | -                              |
| Als speler bij Valencia        |                                |                                |                                |                                |                                |
| 2.                             | 10 oktober 2015                | Andorra – België               | 1 – 4                          | Kwalificatie EK 2016           | -                              |
| Totaal                         | Totaal                         | Totaal                         | Totaal                         | Totaal                         | 0                              |

Bijgewerkt op 16 september 2020.